# Burst Cutting Area

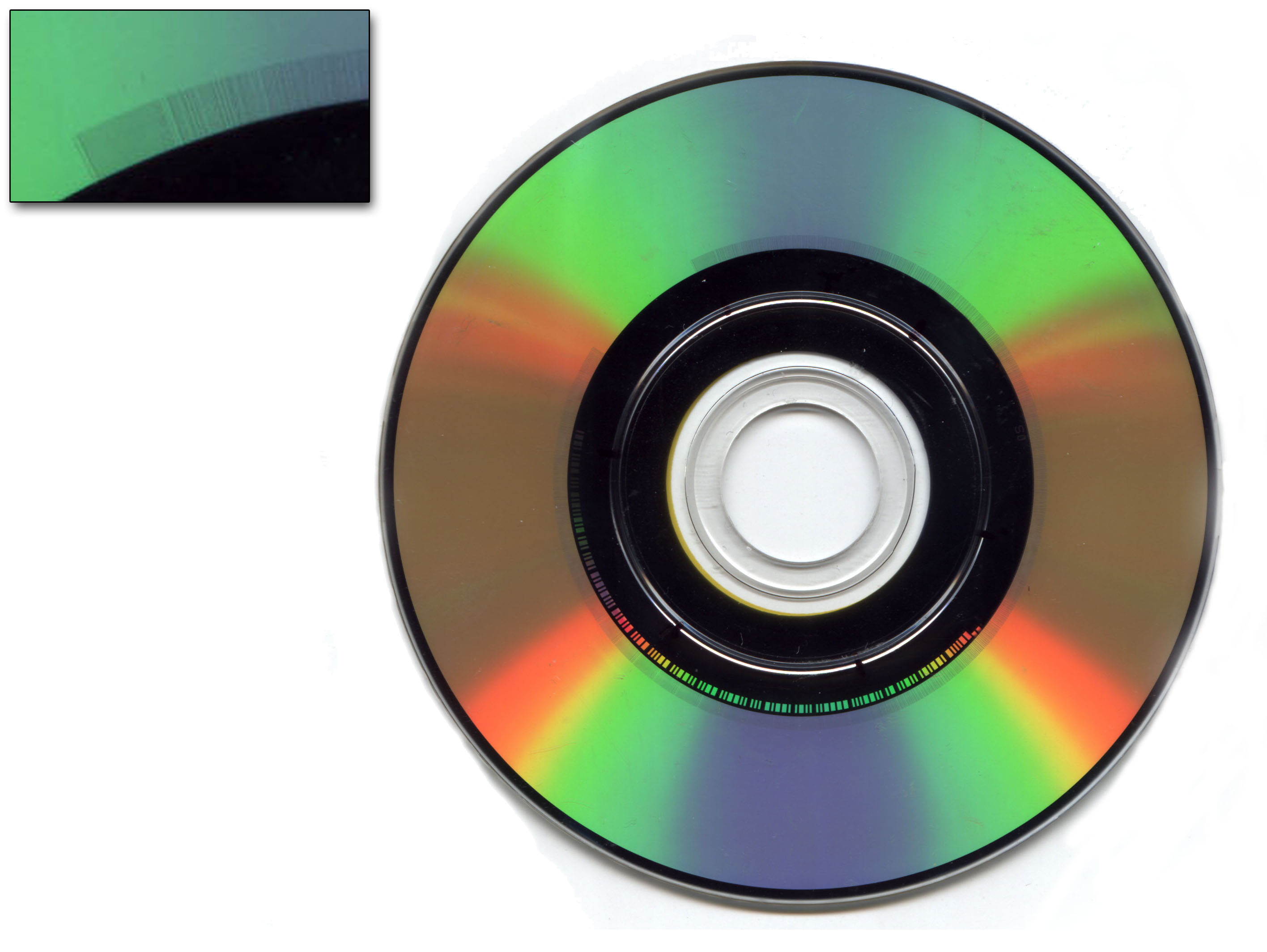
Burst Cutting Area su un DVD

La Burst Cutting Area (BCA), è una zona opzionale vicina al bordo interno di un DVD, un HD DVD o un Blu-ray Disc riservata ad un codice a barre, compresa nell'area di Lead-In. I dati compresi in questa zona sono composti da una sequenza di strisce poco riflettenti che si estendono radialmente.
Il processo di incisione del codice è indipendente dalla stampa del disco, e può essere eseguito con un laser YAG ad alta energia; il codice quindi può essere univoco, una sorta di numero seriale identificativo.